# Browns Butte
La Browns Butte è una butte rocciosa, cioè una collina isolata dalle pareti ripide e scoscese, che si trova sul fianco nord della bocca del Ghiacciaio Koski, nel Dominion Range, catena montuosa che fa parte dei Monti della Regina Maud, in Antartide.
La denominazione è stata assegnata dal Comitato consultivo dei nomi antartici (US-ACAN) in onore di Craig W. Brown, meteorologo dell'United States Antarctic Research Program (USARP) presso la Base Amundsen-Scott nel 1963.